# Cytaea nausori
Cytaea nausori is een spinnensoort in de taxonomische indeling van de springspinnen (Salticidae).
Het dier behoort tot het geslacht Cytaea. De wetenschappelijke naam van de soort werd voor het eerst geldig gepubliceerd in 1998 door Berry, Joseph A. Beatty & Jerzy Prószyński.